# NGC 739
NGC 739 је лентикуларна галаксија у сазвежђу Троугао која се налази на NGC листи објеката дубоког неба.
Деклинација објекта је + 33° 16' 2" а ректасцензија 1h 56m 54,6s. Привидна величина (магнитуда) објекта NGC 739 износи 14,1 а фотографска магнитуда 15,0. NGC 739 је још познат и под ознакама MCG 5-5-30, CGCG 503-59, ARAK 67, 6ZW 116, PGC 7334, NPM1G +33.0059, PGC 7312.